# San Pablo, Ixtapan de la Sal
San Pablo är en ort i Mexiko, tillhörande kommunen Ixtapan de la Sal i delstaten Mexiko. Orten hade 105 invånare vid folkräkningen 2010.